# Наука в Сан-Марино
История науки Республики Сан-Марино весьма обширна. С 855 года нашей эры наука и культура независимого государства Сан-Марино развивалась. После Второй мировой войны стали открываться первые университеты, институты, академии.
С 1985 года в Сан-Марино функционирует университет, в котором департамент коммуникаций возглавлял итальянский учёный Умберто Эко. В 1983 году Гельмаром Франком и группой ученых-эсперантистов в Сан-Марино открыта Международная академия наук Сан-Марино (итал. L’Accademia Internazionale delle Scienze San-Marino) — международная научно-образовательная организация с штаб-квартирой в словацком городе Комарно. Академия наук Сан-Марино присуждает международные учёные степени: бакалавра, магистра, доктора и доктора высшей ступени. С 1988 года также работает и школа исторических наук Сан-Марино В Сан-Марино часто проводят научные мероприятия, в частности с 25 по 28 сентября 2012 года проводился 4-й конгресс Международной академии астронавтики (IAA).